# Lucian Mureșan
Lucian Mureșan (Ferneziu, 23 mei 1931) is een Roemeens geestelijke en grootaartsbisschop van de Roemeense Grieks-Katholieke Kerk en een kardinaal van de Katholieke Kerk.
Mureșan werd op 19 december 1964 priester gewijd. Op 14 maart 1990 werd hij benoemd tot bisschop van Maramureș. Zijn bisschopswijding vond plaats op 27 mei 1990.
Mureșan werd op 4 juli 1994 benoemd tot aartsbisschop van Făgăraș en Alba Iulia en tot leider van de Roemeense Grieks-Katholieke Kerk, als opvolger van Alexandru Todea die met emeritaat was gegaan. Toen het aartsbisdom op 16 december 2005 werd verheven tot grootaartsbisdom, werd Mureșan de eerste grootaartsbisschop.
Mureșan werd tijden het consistorie van 18 februari 2012 kardinaal gecreëerd. Hij kreeg de rang van kardinaal-priester. Zijn titelkerk werd de Sant'Atanasio, niet toevallig een kerk die sterk verbonden is met de oosters-katholieke kerken. Vanwege zijn leeftijd was hij niet gerechtigd deel te nemen aan het conclaaf van 2013.
- Bibsys: 1070476
- Gemeinsame Normdatei: 1322661936
- International Standard Name Identifier: 0000 0000 6227 8703
- Système universitaire de documentation: 058650059
- Virtual International Authority File: 89622250